# Resolutie 3314 Algemene Vergadering Verenigde Naties
Resolutie 3212 van de Algemene Vergadering van de Verenigde Naties werd aangenomen door de Algemene Vergadering van de Verenigde Naties op 14 december 1974 als een niet-bindende aanbeveling aan de Veiligheidsraad van de Verenigde Naties over de definitie die zij zou moeten gebruiken voor de misdaad van agressie. Deze luidde als volgt:

Agressie is het gebruik van gewapend geweld door een Staat tegen de soevereiniteit, territoriale integriteit of politieke onafhankelijkheid van een andere Staat, of op enige andere wijze inconsistent met het Handvest van de Verenigde Naties, zoals uiteengezet in deze Definitie.

De resolutie stelde voorts onder meer dat er geen enkele rechtvaardiging is voor agressie, dat een agressieve oorlog oftewel aanvalsoorlog een misdaad is tegen de internationale vrede en dat geen enkele territoriale aanwinst of ander speciaal voordeel dat wordt bemachtigd als gevolg van agressie als rechtmatig wordt of zal worden erkend.
Dergelijke bewoordingen zijn een breuk met historische conventies van vóór de 20e eeuw, die uitgingen van het 'recht van de sterkste' en het daaruit voortvloeiende 'recht van verovering', dat wil zeggen, wie er door superieure militaire macht in slaagde andermans grondgebied te veroveren, had het recht om daarmee te doen wat men wilde.